# WASP-1
WASP-1은 안드로메다자리에 있는 항성으로, 지구에서 1030광년 떨어져 있다. 이 별의 분광형은 F7V로 태양보다 좀 더 뜨겁고 밝은, 황백색 주계열성이다. 이 별은 WASP-1b로 명명된 외계 행성 한 개를 거느리고 있는 것으로 확인되어 있다.

## 같이 보기
- 외계 행성
- 외계 행성이 확인된 항성 목록

## 참고 문헌
- Cameron;  외. (2007). “슈퍼WASP와 SOPHIE를 이용하여 발견된, 어머니 항성 표면을 가로지르는 두 개의 새로운 외계 행성들(WASP-1b and WASP-2b: two new transiting exoplanets detected with SuperWASP and SOPHIE)”. 《Monthly Notices of the Royal Astronomical Society》 375: 951–957.[깨진 링크(과거 내용 찾기)] (웹 인쇄본)
- WASP-1